# Limnohelina nelsoni
Limnohelina nelsoni är en tvåvingeart som beskrevs av Malloch 1930. Limnohelina nelsoni ingår i släktet Limnohelina och familjen husflugor. Inga underarter finns listade i Catalogue of Life.